# Guerra de la Triple Aliança
La Guerra de la Triple Aliança és un conflicte armat que es produeix a l'Amèrica del Sud entre els anys 1864 i 1870, en el qual hi prenen part el Paraguai, l'Uruguai, l'Imperi Brasiler i l'Argentina. També es coneix amb el nom de Guerra del Paraguai.

## Antecedents i rivalitats

### Introducció
Malgrat que al llarg del segle xix els països del Virregnat del Riu de la Plata assoleixen la independència i que el Brasil esdevé una monarquia, es produeixen un seguit de conflictes en aquesta regió, l'origen dels quals cal cercar-los en les lluites que mantenien els imperis portuguès i espanyol per tal d'estendre els seus dominis. El sorgiment de Paraguai i Uruguai, dos Estats situats entre Argentina i Brasil, complicarà la situació.
Per preservar llur sobirania, l'Uruguai i el Paraguai triaran camins diferents. L'Uruguai es basa en una poc clara diferenciació regional, però sorgeix com a Estat independent a conseqüència de les apetències territorials brasileres i la necessitat britànica d'un port lliure al Riu de la Plata. L'Estat uruguaià neix doncs debilitat, i les seves opcions es limiten a consolidar la seva sobirania recorrent a França o Anglaterra segons quina sigui l'amenaça. Al contrari, el Paraguai s'intentarà aïllar de tota influència exterior. Això només li serà possible en un primer moment; la seva pròpia dinàmica interna el portarà a intervenir cada cop més en la regió del Plata.
En l'època de la post-independència els nous Estats no tenen prou poder. Molts cops no controlen tot el territori nacional i les fronteres no estan ben definides. En aquest context és molt corrent que hi hagin disputes frontereres, i existeix la possibilitat que les disputes esdevinguin conflictes oberts. La mateixa indefinició dels nous Estats fa difícil la distinció entre conflictes regionals i conflictes internacionals. No és fins després de la Guerra del Paraguai que Argentina i Brasil comencen a ser Estats moderns. Durant la major part del segle xix aquests Estats tenen en el seu interior regions que rivalitzen amb el poder central. Aquestes regions assoliran un cert protagonisme en els conflictes internacionals. Això enllaça amb l'existència de dues principals opcions polítiques sobre l'organització estatal, l'unitarisme i el federalisme a l'Argentina, o el que ve a ser el mateix, els colorados i blancos a l'Uruguai.
L'unitarisme promou la centralització del poder de l'Estat en la capital, l'aplicació dels principis del liberalisme econòmic, afavorint les inversions estrangeres. La seva base de suport es troba principalment entre les oligarquies urbanes de comerciants i capitalistes.
El federalisme per la seva banda és partidari de la descentralització estatal, dotant les regions de major autonomia respecte a la capital (amb el dret a comerciar directament, sense passar per la capital), i expressa un cert rebuig a la creixent influència estrangera, sobretot britànica. En l'aspecte social es mostra partidari del vell ordre colonial. La seva base de suport són els propietaris agraris. Cal recordar que l'economia de l'Argentina, Uruguai, i en menor mesura, del Paraguai i el sud del Brasil es basava sobretot en la ramaderia a gran escala.
En aquesta època el cabdillisme assoleix un gran protagonisme. La debilitat de l'organització estatal afavoreix el sorgiment dels cabdills, grans terratinents que dominen políticament vastes regions. Llur relació amb l'Estat és ambivalent, molts cops conflictiva, però també se'n serveixen per mantenir llur preeminència econòmica i social.
Un altre factor de vital importància per a la regió del Plata és la xarxa fluvial que la travessa. Fins a finals del segle xix el ferrocarril no s'hi desenvolupa, i en aquest context, els rius Paranà, Uruguai i Paraguai tenen un paper importantíssim per a les comunicacions i el comerç amb vaixells de vapor. Brasil depèn dels rius Paraguai i Uruguai per a una comunicació fluida amb la regió del Mato Grosso, atès que les comunicacions internes són molt dificultoses. El Paraguai depèn del riu Paranà per tenir una via de sortida al mar. La lliure navegació per aquests rius no sempre serà possible, ja que alguns estats, bé sigui per interessos econòmics o polítics, impedeixen el pas dels vaixells en el tram de riu que travessa el seu territori (la majoria d'aquests enormes rius són transnacionals, vegeu la xarxa hidrogràfica de la regió del Plata).
Ben aviat, en els inicis de la independència, Buenos Aires comença a mostrar una pretensió hegemònica sobre la regió del Plata. El 1811 es produeix una expedició militar de Buenos Aires per tal de sotmetre el Paraguai, aquesta expedició fracassa i Paraguai obté la independència pels seus propis mitjans. L'Estat paraguaià no serà reconegut per Argentina fins al 1852; anteriorment no va existir l'Estat argentí. Des del 1813 Buenos Aires bloqueja el riu Paranà, impedint al Paraguai comerciar amb l'exterior i propiciant que aquest país segueixi el camí de l'autarquia per al seu desenvolupament nacional.

### L'inici de les dissensions regionals al Riu de la Plata
La presència a Montevideo d'una guarnició espanyola provoca que el 1811 es produeixi un aixecament rural encapçalat per José Gervasio Artigas. Inicialment compten amb el suport de Buenos Aires per desfer-se del domini militar espanyol. Ben aviat l'aixecament d'Artigas esdevindrà un moviment de reforma social, propugnant el repartiment de terres entre les castes. El govern revolucionari de Buenos Aires comença a veure el moviment artiguista com un perill per al manteniment de l'ordre social i la cohesió del centralisme porteny. Mentrestant, l'artiguisme anava obtenint el suport de les províncies litorals i ramaderes de l'Argentina (Entre Ríos, Corrientes i Santa Fe), les quals responien així davant l'amenaça d'una supremacia de Buenos Aires.
Davant l'auge de l'artiguisme, el govern de Buenos Aires decideix de no intervenir quan la Corona portuguesa envaeix la Banda Oriental. El 1816 s'inicia una guerra de conquesta i finalment el 1820 els portuguesos s'apoderen de l'Uruguai, domini que perdurarà fins al 1828.
En el mateix període Buenos Aires intenta fer retornar a l'obediència a les províncies de Corrientes i Entrerríos, on l'artiguisme perdurava. Això dona lloc a una guerra civil contra Buenos Aires que dissoldrà el recentment creat Estat unitari. L'artiguisme també en resulta bastant debilitat i l'Argentina es converteix en una confederació de províncies sense institucions centralitzades. Tot i semblar contradictori, aquesta situació va afavorir Buenos Aires, que conservava els drets de duanes i no es veia obligat a mantenir un exèrcit ni un aparell administratiu.
El 1825 l'Uruguai es revolta contra el domini brasiler i demana ajut a l'Argentina. L'Argentina venç militarment Brasil, però surt esgotada de la guerra. El 1828 les dues potències, sota mediació britànica, accepten la independència del nou Estat de l'Uruguai. Mentrestant, a l'Argentina, els intents d'imposar la constitució centralista de 1826 donen lloc a noves guerres civils que propicien l'arribada de Juan Manuel de Rosas al poder l'any 1829.

### La regió del Plata durant el mandat de Rosas a l'Argentina (1829-1852)
Juan Manuel de Rosas era un dels majors estancieros de l'Argentina, amb vastes propietats dedicades al negoci ramader. Des del càrrec de governador de Buenos Aires arribarà a dominar tot el país. Quan Rosas arribà al poder no es pot parlar d'estat argentí, sinó de confederació de províncies semi-independents. Malgrat el seu federalisme inicial, Rosas evolucionarà cap a un sistema de control informal des del centre. Força moltes províncies a delegar poders al govern de Buenos Aires, i crea un sistema jurídic que li permet d'acusar els opositors com a criminals federals. Aquest sistema de control i centralització es veu reforçat per una terrible repressió de les dissidències internes i per l'establiment de llaços personals amb els cabdills provincials, esdevenint Rosas una mena de cabdill de cabdills.
Aquesta política repressiva provoca que molts unitaristes argentins s'exiliïn massivament a l'Uruguai, on formaran llaços d'aliança amb el Partit colorado. El 1838, Manuel Oribe, pertanyent a l'elit urbana de Montevideo i als blancos, era el president de l'Uruguai, però és derrocat pels colorados amb el suport dels unitaristes argentins. Oribe es refugia a Buenos Aires, on compta amb el suport de Rosas.
El govern francès, irritat amb la política de Rosas, donarà suport a l'aliança entre unitaristes argentins i colorados uruguaians, produint-se una expedició militar el 1839 que envaeix Argentina i es queda a les portes de Buenos Aires. El contracop de les forces conjuntes de Rosas i Oribe refusa la invasió, envaint al seu torn l'Uruguai, on Oribe sotmet les regions rurals i les tropes argentines posen setge a Montevideo l'any 1843. Els britànics, partidaris de la independència de l'Uruguai i contraris a Rosas perquè no obria els rius a la lliure navegació, abasteixen Montevideo de soldats i provisions. Aquesta ajuda fou decisiva perquè Montevideo resistís el setge, que durà fins a 1851.
En la dècada de 1840, el Paraguai, sota la presidència de Carlos Antonio López, comença a fer les seves primeres aparicions en l'escena internacional. L'any 1839, les províncies litorals i ramaderes argentines s'aixequen contra Rosas, aprofitant la guerra que aquest mantenia contra les forces aliades. Aquestes províncies demanaven la llibertat de comerç pels rius Paranà i Uruguai, beneficiar-se dels ingressos duaners i més autonomia local. La província de Corrientes històricament ha tingut afinitats lingüístiques, geogràfiques i racials amb el Paraguai, a causa de la presència de poblacions guaranís. Aquesta afinitat es tradueix en dos tractats sobre comerç i qüestions frontereres entre Corrientes i el Paraguai l'any 1841.
El 1845, quan es produeix el bloqueig anglo-francès de Buenos Aires, Corrientes es torna a aixecar contra Rosas, signant una aliança militar amb Paraguai. A finals de 1845, un exèrcit paraguaià liderat per un jove Francisco Solano López i compost per uns quants centenars de soldats entra a Corrientes. Aquest exèrcit, segons testimonis dels seus aliats correntins, es trobava en un estat deplorable, sense cap mena d'organització i amb una manca d'instrucció militar evident. No van arribar a entrar en batalla, atès que davant la proximitat de les tropes de Rosas van retirar-se al Paraguai.
En aquests moments el Brasil està temorós d'una excessiva influència argentina a l'Uruguai; a més, desitja assegurar-se la lliure navegació pels rius, indispensable per a les comunicacions amb el Mato Grosso, que Rosas impedeix. El 1851 es forma una àmplia coalició anti-rosista: els dos bàndols uruguaians, cansats de la guerra i de l'ocupació argentina, signen la pau, i s'alien amb Brasil, amb els unitaristes argentins i amb Justo José de Urquiza, governador i cabdill d'Entrerríos. Urquiza era un gran hisendat que s'havia enriquit abastint Montevideo durant el setge i comerciant directament amb vaixells europeus, infringint així les lleis comercials de Rosas. El 1852 aquesta coalició derrota militarment Rosas, que s'exilia a Anglaterra, d'on ja no tornarà.

### El sorgiment del problema uruguaià
Tradicionalment, al Brasil li interessava mantenir un cert tipus de control, directe o indirecte, sobre la Banda Oriental. Els més partidaris de mantenir aquesta influència eren els grans propietaris ramaders de Rio Grande do Sul, que estaven acostumats a travessar la frontera per portar a pasturar el bestiar a l'Uruguai, on molts d'ells hi tenien terres. Aquesta influència brasilera augmentarà en gran manera posteriorment a la Guerra Grande contra Rosas.
L'Uruguai havia fet una aliança molt desfavorable amb el Brasil, cedint drets territorials, hipotecant les duanes i permetent el lliure moviment de bestiar pel seu territori sense cobrar-los impostos. Aquestes disposicions, i l'empobriment de l'Uruguai en la dècada de 1850 a conseqüència de la Guerra Grande, van facilitar l'entrada massiva al país de capital i propietaris brasilers.
Fins al 1855 hi havia a l'Uruguai un destacament permanent de 5.000 soldats de l'exèrcit brasiler, que es convertia així en una regió dependent del Brasil. Els residents brasilers a l'Uruguai eren uns 20.000, propietaris de gairebé un terç del territori nacional, normalment les millors terres. La guerra civil permanent entre el Partit Nacional i el Partit Colorado, feia que molts d'aquests propietaris demanessin compensacions al govern uruguaià, i si llurs exigències no eren satisfetes, recorrien al govern brasiler perquè els ajudés. Això provocava un clima d'enfrontament amb els uruguaians, que volien recuperar els drets de duanes i gravar amb impostos el pas fronterer de bestiar. El conflicte s'anava gestant. Així, el 1853, es decreta l'abolició de l'esclavitud a l'Uruguai, fet que suposava una amenaça directa pels propietaris brasilers que havien introduït esclaus al país.
Aquest domini brasiler sobre l'Uruguai el personifica Irineu Evangelista da Souza. Irineu s'havia convertit en l'home més ric del Brasil subministrant material de guerra als brasilers i aliats durant la Guerra Grande. Un cop finalitzada la guerra, va rebre diverses concessions comercials per part del govern colorado pro-brasiler. A més, el govern uruguaià, per compensar els diners que li devia, va nomenar-lo recaptador de les duanes del país.
El 1860 els blancos arriben al poder mitjançant una nova guerra civil. Irineu, que ja havia previst la situació establint amb anterioritat contactes amb els blancos, va aconseguir que les seves propietats fossin respectades. El nou govern uruguaià es negà a ratificar els tractats de 1851 amb Brasil. Cal recordar que durant la dècada de 1860 el govern brasiler estava format per liberals, aliats tradicionals dels colorados uruguaians. Així, a principis de la dècada de 1860 el govern uruguaià es trobava sota l'amenaça de l'oposició interna colorada, del Brasil i de l'Argentina. El darrer recurs consistirà a demanar ajut al Paraguai, situació que desembocarà en la Guerra de la Triple Aliança.

## El Paraguai. Un cas atípic en el marc sud-americà
El 1812 el Paraguai cau sota la dictadura de José Gaspar Rodríguez de Francia, també conegut com el Supremo, qui imposarà una fèrria dictadura al país, aïllant-lo de forma gairebé absoluta de qualsevol influència exterior. Aquest aïllament era una manera de protegir-se contra les pretensions annexionistes de l'Argentina, que considerava el Paraguai com una província pròpia, tallant-li l'única sortida geogràfica a l'exterior de què disposava, bloquejant el Riu Paraná. Això no fa més que reforçar l'aïllament imposat per Rodríguez de Francia, que el 1816 és nomenat pel congrés paraguaià dictador de per vida.
L'objectiu de Rodríguez de Francia és evitar que arribin al Paraguai les guerres civils i turbulències polítiques que afecten a la resta de repúbliques del Plata. Així evitarà que el Paraguai esdevingui un país econòmicament dependent d'una potència estrangera, com està succeint a les noves repúbliques sorgides del període de la independència, en les quals s'hi produeix una afluència massiva de capital britànic.
El Paraguai durant l'època colonial havia estat una regió fronterera poc important, amb una economia basada en la producció de tabac, herba mate i fustes. La societat paraguaiana era majoritàriament mestissa. El guaraní, i no l'espanyol, era la llengua del carrer. De manera sorprenent, Rodríguez de Francia, tot i ser un crioll, eliminarà físicament o forçarà a l'exili les, per altra banda poc nombroses, elits criolles i blanques d'Asunción, confiscant llurs propietats i també les de l'Església, de la qual el dictador n'assumeix el control directament.
Les mesures de Rodríguez de Francia no poden ser considerades com una revolució social. L'eliminació de les classes dirigents no va suposar una millora per a les classes populars, que continuaren vivint de forma precària. Tot i això, l'actuació de Rodríguez de Francia vers els criolls i la seva defensa de la independència del Paraguai van suposar-li guanyar-se el suport de la majoria de la població mestissa. Per altra banda, l'autarquia fa que s'incrementi la producció destinada al consum local, provocant un cert augment en el benestar de les classes populars.
L'Estat assignava quotes de producció de gra i cotó als propietaris agrícoles, alhora que controlava i explotava directament grans extensions de terra confiscades, on hi treballaven esclaus propietat de l'Estat. La producció agrícola es destinava al consum intern, no estava dirigida cap a l'exportació com succeïa en la resta de països llatinoamericans. Tot i l'aïllament, existia un mínim d'intercanvi amb l'exterior; alguns cops Rodríguez de Francia, a títol personal, autoritzava alguns homes de negocis brasilers a comerciar dins del país.
Rodríguez de Francia mor el 1840 i el 1842 el succeeix Carlos Antonio López, que intentarà promoure una obertura cap a l'exterior junt amb la introducció d'unes mínimes mesures d'alliberament. López inicia el procés d'abolició de l'esclavitud, deixa lliures alguns presos polítics i organitza uns sistemes judicials i educatius. Al mateix temps permet l'entrada de comerciants forans i orienta la producció agrícola cap al mate i el tabac. Malgrat les reformes, López és un dictador que continua i legalitza el sistema creat per Rodríguez de Francia. Les propietats de l'estat passen a mans de membres i amics de la família López, que amb el comerç s'enriquirà enormement.
L'obertura a l'exterior fa que la qüestió de la lliure navegació pels rius esdevingui de vital importància pel Paraguai. Quan arriba al poder, López s'adona que el Paraguai no disposa d'una xarxa de suports internacionals i intentarà obtenir el reconeixement diplomàtic de la independència del Paraguai per part d'altres estats. El principal obstacle és la postura de Rosas, tant pel que fa a la sobirania del Paraguai com a la lliure navegació pel riu Paranà.
L'estat paraguaià mantenia disputes territorials tant amb Brasil com amb Argentina. El 1849, un intent paraguaià d'ocupar el territori de Misiones, situat entre els rius Paraguai i Uruguai, va estar a punt de fer esclatar la guerra amb Argentina. La possessió d'aquesta regió havia trencat l'aïllament al qual era sotmès el Paraguai per part de Rosas. La guerra no va esclatar, ja que poc després es produïa l'aixecament d'Urquiza i la Guerra Grande, que expulsaria Rosas del poder. El reconeixement de la sobirania del Paraguai per part de la Confederació Argentina sota Urquiza i la concessió de la lliure navegació pel riu Paranà va fer que no es discutís més sobre la possessió del territori de Misiones. Poc després de l'Argentina, Gran Bretanya, França i els Estats Units van reconèixer la sobirania del Paraguai, fet que va anar acompanyat de la signatura de tractats comercials.
Pel que respecta a Brasil, podia ser considerat un aliat del Paraguai en la mesura que aquest país era enemic de Rosas. Tot i aquestes bones relacions, persistia una antiga disputa fronterera per l'Alt Paraguai, territori situat al nord del riu Apa. El 1847-48 es van produir escaramusses entre les tropes del Paraguai i poblacions indígenes, que sovint anaven acompanyades de soldats brasilers; en la pràctica l'Alt Paraguai es trobava sota control brasiler. El 1853 López va bloquejar la navegació pel riu Paraguai, tallant així les vies de comunicació del Brasil amb el Matto Grosso i impedint una possible expansió brasilera a l'Alt Paraguai. Es va negar a canviar la seva postura fins que no se signés un tractat definitiu dels límits amb el Brasil. Aquesta situació va estar a punt de fer esclatar la guerra, però finalment el 1856 se signa un tractat de lliure navegació. Les tensions permanents amb l'Argentina i el Brasil, i els fracassos militars de la dècada de 1840 van augmentar l'interès de López per millorar la seguretat del país a través de la modernització.
El 1853, Francisco Solano López, fill del president, viatja a Anglaterra. Un cop allí, el primer que fa és comprar un vaixell de guerra modern, el Tacuarí, i contacta amb l'empresa d'enginyeria i construcció naval J&A Blyth Co. per tal de portar al Paraguai tècnics que hi desenvolupin una estructura industrial i militar, juntament amb la compra d'armes i equipaments. Ja anteriorment a aquest viatge s'havia produït l'entrada d'alguns estrangers contractats pel govern, sobretot metges i assessors militars, però serà a partir de l'obertura de la navegació pel Paranà que el govern paraguaià contractarà de forma sistemàtica tècnics estrangers. En el viatge de retorn de Solano López a bord del Tacuarí l'acompanyen més de dos-cents tècnics britànics, als quals es pagava el doble del sou que cobraven a Londres. William K. Whytehead, un dels millors enginyers britànics de l'època, serà nomenat enginyer en cap de l'Estat, dirigint el procés de modernització.
Paral·lelament a aquests tècnics contractats per l'Estat, arriben pel seu compte centenars d'estrangers que constituiran la fins llavors inexistent classe mitjana del país. El 1863 més de la meitat de llicències comercials d'Asunción pertanyien a estrangers.
El 1850 s'inicien les obres de construcció del ferrocarril entre Asunción i Villa Rica. Tota la inversió provenia de les arques estatals. Això va ser possible gràcies a l'extraordinari augment del comerç paraguaià durant la dècada de 1850, coincidint amb l'obertura del riu Paranà. Tot i això, la finalitat de la creació d'infraestructures era principalment militar, i la major part va ser destruït durant la guerra.

## La guerra
Quan Francisco Solano López accedeix a la presidència del Paraguai el 1862 per la mort del seu pare, el seu màxim objectiu és fer del Paraguai una nació respectada en l'àmbit internacional. Així, promou una militarització a fons de la societat paraguaiana. Va convertir l'exèrcit en el centre de la vida nacional, aplicant un sistema de lleves anuals de reclutes, juntament amb l'aplicació d'una severa disciplina en els cossos de l'exèrcit. El 1864 el Paraguai comptava amb un exèrcit regular de 28.000 homes, més 40.000 a la reserva, per una població total de mig milió de persones. Els homes que no pertanyien a l'exèrcit o bé rebien instrucció militar o bé pertanyien a les guàrdies nacionals.
Un dels objectius de López II era recuperar els territoris en disputa amb Argentina i Brasil, però la postura d'aquests dos països era negar-se a parlar del tema. L'arribada de Bartolomé Mitre a la presidència de l'Argentina propicia un apropament d'aquest país al govern liberal del Brasil. Els dos països mantenien una postura contrària al govern blanco de l'Uruguai. El 1863, els colorados uruguaians, encapçalats per Venancio Flores i armats des de l'Argentina, entren a l'Uruguai i s'hi inicia una nova guerra civil. El govern blanco va confiscar les propietats dels brasilers residents al país. El 1864, el govern liberal del Brasil, instigat pels grans propietaris de Rio Grande do Sul, promou la invasió de l'Uruguai. L'única sortida per als blancos era convèncer López II perquè entrés en guerra al seu costat.
Tradicionalment a Francia i a López els havia importat ben poc el que succeïa en l'Uruguai, pero López II el considerava essencial per a l'equilibri en la regió del Plata. Pensava que Brasil i l'Argentina primer es repartirien l'Uruguai i després farien el mateix amb el Paraguai. Els blancos, desesperats, van dur a terme una ofensiva diplomàtica a Asunción, on exposaren aquests arguments a López II. A més, li van assegurar que el cabdill argentí Urquiza, deposat de la presidència per Mitre però que encara conservava el poder a Entrerríos, en cas de guerra s'aixecaria contra Mitre. Així, López II va proclamar un ultimàtum on afirmava que no permetria accions militars contra l'Uruguai. Els brasilers no s'ho van prendre seriosament, i quan López II va voler reaccionar ja era massa tard per als blancos, que foren sotmesos.
A finals de 1864, el vaixell de vapor brasiler Márquez de Olinda, ancorat a Asunción i que transportava armament cap a Matto Grosso, és capturat per les forces paraguaianes. Aquesta captura va suposar a la pràctica una declaració formal de guerra. Les tropes del Paraguai envaeixen amb èxit el Matto Grosso. Per a López II, el pas següent era sotmetre Rio Grande do Sul i entrar a l'Uruguai. El camí més curt era travessant Misiones, territori en litigi amb Argentina. López II demana permís a Mitre per al pas de tropes, però aquest l'hi denega. Davant la negativa, López II decideix d'envair Corrientes, calculant que comptaria amb el suport d'Urquiza. Aquest feia temps que rebia prebendes per part de Mitre per tal de mantenir-lo sota control, i conseqüentment no tan sols no va aixecar-se, sinó que va donar suport a totes les decisions de Mitre durant la guerra. Urquiza serà recompensat àmpliament; esdevindrà el principal proveïdor dels aliats durant la guerra tot i quedar desacreditat davant la població d'Entrerríos, totalment contrària a la guerra amb el Paraguai.
El 1865 se signava el tractat de la Triple Aliança entre Argentina, Brasil i Uruguai. En aquest tractat s'hi afirmava que els objectius de la guerra eren derrocar la tirania de López II, bo i respectant la sobirania del Paraguai, i aconseguir la lliure navegació pels rius. Unes clàusules secretes establien el repartiment dels territoris en litigi entre Brasil i l'Argentina.

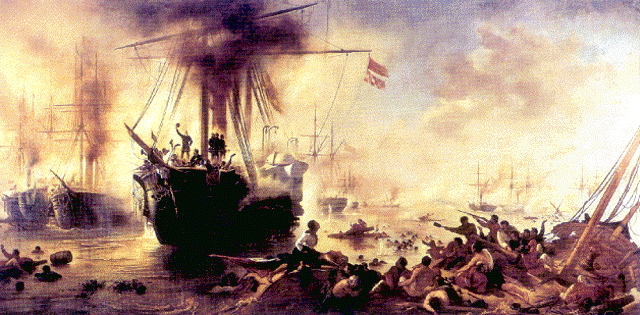
Batalla naval de Riachuelo

La campanya de Corrientes va resultar desastrosa pel Paraguai. A la batalla de Yaití una ala de l'exèrcit de López II fou aniquilada, amb 1.700 morts i 1.700 presoners. A Uruguaiana 6.000 soldats de l'exèrcit regular es van rendir després d'un setge. A la batalla naval de Riachuelo, la flota paraguaiana, formada majoritàriament per vapors mercantils de fusta readaptats per a la guerra, va ser destrossada. Després de 1865 és gairebé impossible que el Paraguai guanyi la guerra: les seves millors tropes han estat eliminades i capturades, juntament amb l'armament més modern. No compten amb la capacitat de López II per mobilitzar recursos humans, ni amb la seva bogeria que el portarà a sacrificar gairebé tota la població masculina del país, incloent-hi nens, vells i invàlids. A partir de 1866, quan la guerra es desenvolupa a l'interior del Paraguai, la resistència de les tropes de López II serà ferotge i fins al 1870 els aliats no derrotaran les restes de l'exèrcit paraguaià.
Cap a 1866 la situació de l'exèrcit paraguaià començava a ser crítica, i en els dos anys que es portaven de guerra havien resultat morts, capturats o mutilats uns 60.000 homes joves. Fins a 1869 la guerra continua amb la mateixa intensitat i, a aquesta mortaldat, cal afegir les epidèmies de còlera que afebleixen el país.

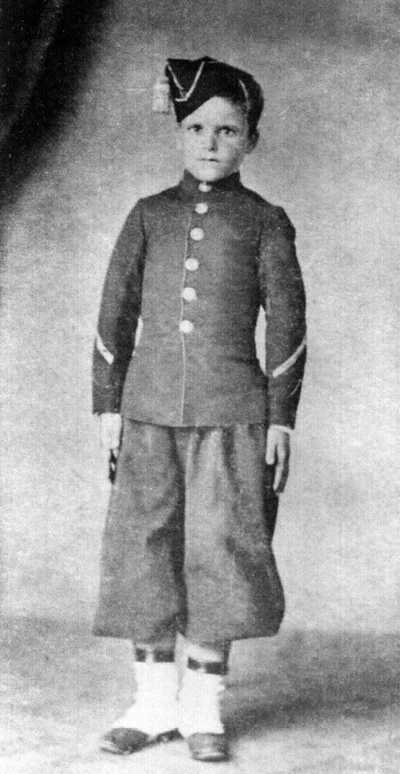
Nen-soldat argentí

Després de la pèrdua de la fortalesa d'Humaità, la campanya es desenvolupa a la selva, on s'endinsen les restes de l'exèrcit paraguaià fugint dels aliats. El 1868 López II té un deliri paranoic que el fa creure en l'existència d'un complot per destituir-lo i assassinar-lo. Això el duu a capturar, torturar i assassinar diversos col·laboradors, en una xifra que pot sobrepassar el miler de morts. El 1869 les tropes aliades entren a Asunción i el 1870 López és mort a Cerro Corá, acompanyat de només 400 soldats.
Brasil va portar gairebé tot el pes de les forces aliades, mobilitzant uns 200.000 homes mitjançant el sistema de lleves forçoses i reclutament d'esclaus. Les baixes de les tropes brasileres van estar al voltant de 40.000 homes.
Argentina tenia a l'inici de la guerra un exèrcit regular de només 8.000 soldats. La guerra fou molt impopular a l'Argentina, originant una onada de resistència popular contra les lleves forçoses i contra les exigències fiscals per costejar les despeses militars. Cal destacar la presència dins les tropes argentines de la Legión Paraguaya, formada per exiliats contraris a la dictadura de López II. La impopularitat de la guerra farà que entre 1866-67 es produeixi una insurrecció de les províncies argentines que obliga Mitre a tornar a l'Argentina amb la meitat de les seves tropes, deixant el comandament de les forces aliades al general brasiler Marquès de Caxias.

## Conseqüències
La Guerra del Paraguai va provocar al Brasil la crisi del gabinet liberal i l'entrada al poder dels conservadors. La participació d'esclaus en la guerra va fer que es comencés a debatre sobre l'abolició de l'esclavitud. No és casualitat que el 1871 s'aprovés una llei de llibertat de ventres. A partir de la guerra, l'exèrcit brasiler, que ha vist reforçada la seva estructura i la seva mida, mostrarà una tendència a intervenir en la política del país, molts cops en un sentit contrari a la línia propugnada pel govern imperial. Així, la participació dels esclaus en l'exèrcit fa que aquest esdevingui pro-abolicionista. Aquest procés connecta la fi de la guerra amb el naixement de la república.
A Argentina, Mitre va aprofitar l'estat de guerra per sotmetre durament els federalistes el 1866-67, però el 1868 perd les eleccions davant Domingo Sarmiento, que accedeix a la presidència.
A l'Uruguai continuaren els tradicionals enfrontaments entre blancos i colorados. La participació de l'Uruguai en la guerra fou simbòlica i això va permetre una espectacular recuperació econòmica i demogràfica durant la dècada de 1860. El port de Montevideo durant la guerra va ser un punt d'abastiment dels exèrcits aliats, i des de llavors es converteix en un centre mercantil de primera magnitud, arribant a rivalitzar amb Buenos Aires.
El país més afectat per la guerra va ser el Paraguai. Dels més de 400.000 habitants que hi havia a l'inici de la guerra només en van sobreviure uns 230.000. El país va quedar literalment devastat. Les propietats es trobaven destruïdes, bé per la tàctica de terra cremada de López II o bé pels saquejos dels aliats. Es va produir un gran èxode rural cap a Asunción; molta gent que no tenia prou forces per arribar-hi moria durant el trajecte, i els marges dels camins van omplir-se de cadàvers. Les arques del tresor públic van quedar esgotades. El Paraguai fou mutilat territorialment pel Brasil i l'Argentina, i només la rivalitat entre aquests dos països va evitar que les pèrdues territorials fossin encara més grans.
La fi de la guerra obre una llarga etapa d'inestabilitat política dominada per l'intervencionisme brasiler; aquest intervencionisme provocarà un fort ressentiment de les classes populars, que reivindicaran la figura de Solano López.